# 大山節子
大山 節子（おおやま せつこ）は、日本の女優、ダンサー。

## 出演作品

### 映画
- 新・色暦大奥秘話 －やわ肌献上－（1972年、監督：林功）
- セックス・ハンター 濡れた標的（1972年、監督：沢田幸弘）
- 戦国ロック 疾風の女たち（1972年、監督：長谷部安春）
- 職業別SEX攻略法（1973年、監督：林功）
- （秘）温泉穴場さがし（1973年、監督：林功）
- 不良少女 野良猫の性春（1973年、監督：曾根中生）
- 怨歌情死考 傷だらけの花弁（1973年、監督：小原宏裕）
- 濡れた荒野を走れ（1973年、監督：沢田幸弘）
- 昭和おんなみち 裸性門（1973年、監督：曾根中生）
- 真夜中の妖精（1973年、監督：田中登）
- 女子大生 SEX夏期ゼミナール（1973年、監督：林功）
- 女調査員SEXレポート 主婦売春（1973年、監督：白鳥信一）
- 肉体犯罪海岸 －ピラニアの群れ－（1973年、監督：西村昭五郎）
- 新宿ラブ・ホテル 週末（秘）天国（1973年、監督：遠藤三郎）
- 女調査員SEXレポート 婦女暴行（1973年、監督：近藤幸彦）
- 欲情の季節 密をぬる18才（1973年、監督：武田一成）
- バンカク 関東SEX軍団（1973年、監督：小沢啓一）